# Park Sung-min (Eishockeyspieler)
Park Sun-min (* 12. Juni 1975 in Seoul) ist ein ehemaliger südkoreanischer Eishockeyspieler, der mit Anyang Halla 2010 die Asia League Ice Hockey gewinnen konnte.

## Karriere
Park Sung-min begann seine Karriere als Eishockeyspieler in der Mannschaft der Korea University. 1999 wechselte er zu Anyang Halla, das sich damals noch Halla Winia nannte. 2000, 2005 und 2010 gewann er mit dem Klub die Korea Domestic Championship, den südkoreanischen Eishockeypokal. Seit 2004 spielte er mit Anyang Halla in der Asia League Ice Hockey, die er mit dem Klub 2010 gewinnen konnte. Anschließend beendete er seine Karriere.

### International
Park Sung-min nahm für Südkorea 1993 an der U18-Meisterschaft Asiens und Ozeaniens teil und errang dort die Bronzemedaille. 
Mit der Herren-Nationalmannschaft spielte er zunächst bei den D-Weltmeisterschaften 1996 und 1997 sowie den C-Weltmeisterschaften 1998, 1999 und 2000. Nach der Umstellung auf das heutige Divisionensystem spielte er 2001, 2005, 2007, als er als bester Verteidiger und bester Torvorbereiter auch zum wertvollsten Spieler des Turniers gewählt wurde und so maßgeblich zum Aufstieg der Südkoreaner beitrug, und 2009, als er zum besten Spieler seiner Mannschaft gewählt wurde, in der Division II sowie 2002 und 2008 in der Division I.
Bei den Winter-Asienspielen 2007 im chinesischen Changchun gewann er mit der südkoreanischen Mannschaft hinter Japan und Kasachstan die Bronzemedaille.

## Erfolge und Auszeichnungen
- 1993 Bronzemedaille bei der U18-Meisterschaft Asiens und Ozeaniens
- 1997 Aufstieg in die C-Gruppe bei der D-Weltmeisterschaft
- 2000 Gewinn des südkoreanischen Eishockeypokals mit Halla Winia
- 2001 Aufstieg in die Division I bei der Weltmeisterschaft der Division II, Gruppe A
- 2005 Gewinn des südkoreanischen Eishockeypokals mit Anyang Halla
- 2006 Torschützenkönig und bester Stürmer der Asia League Ice Hockey
- 2007 Bronzemedaille bei den Winter-Asienspielen
- 2007 Aufstieg in die Division I bei der Weltmeisterschaft der Division II, Gruppe B
- 2007 Wertvollster Spieler, bester Verteidiger und bester Torvorbereiter bei der Weltmeisterschaft der Division II, Gruppe B
- 2009 Aufstieg in die Division I bei der Weltmeisterschaft der Division II, Gruppe B
- 2010 Gewinn der Asia League Ice Hockey und des südkoreanischen Eishockeypokals mit Anyang Halla

## Asia-League-Statistik
(Stand: Ende der Saison 2009/10)